# Кільце тритона
«Кільце тритона» (англ. The Tritonian Ring) — роман жанру героїчного фентезі Лайона Спрег де Кемпа, вперше опублікований 1951 року в журналі Two Complete Science Adventure Books. Перша книга «Пусадійської серії».

## Зміст
Дії відбуваються на тонучому континенті Пусад (Посейдонія — залишок затонулої Атлантиди) та його островах.
Там розташовані численні народи та держави бронзової доби. Їхні боги можуть спілкуватись зі своїми послідовниками під час їхнього сну.
Бог Горгонії
На засіданні богів Заходу, де були: змієподібний Дракс (бог війни Тритонії), кальмароголовый Ентігта (морськой бог південних острівів Горгонія), Окме (бог мудрості Посейдонії), «очкарик» Лір (морський бог Посейдонії), триока Танділа (богиня Посейдонії), бикоголовий Астеріо (бог лісу Огуджії) та кажаноподібний бог північного острова Коранія; Дракс повідомив, що хтось із правлячої династій Лорска, королівства в центральній Посейдонії, стане в майбутньому загрозою для богів.
Окме підозрює молодшого принца Вакара, бо не може спілкуватись з ним.
В Седерадо, столиці Огуджії, одного з островів Гесперид, королева Порфія вирішує де знайти чоловіка-консорта для укріплення королівства.
Ентігта наказує Целуду, королю островів Горгонія, вжити численних заходів:
готуватись до війни з Лорском,
підкупити старшого принца Куроса,
направити жерця Квазігана слідкувати за Вакаром.
Тонуча земля
В Мнесеті, столиці Лорска на державній раді короля Забутира шпигун Сол доповів про підготовку горгон до нападу на Лорск. Підкуплений Курос почав занижувати загрозу, а раціональний Вакар застеріг, що в горгон, не зважаючи на меншу чисельність, перевага в тактиці, озброєнні та магії.
Придворний маг Рін теж був стривожений, бо боги Пусаду при розмові з ним старались обходити цю тему.
Він прикликав відьму Гру, яка порадила відправити Вакара за річчю, яку бояться боги.
Вона порадила йти в місто Торрутсеш, де живуть наймогутніші чарівники.
Після наради Вакара перестрів Сол і повідомив про підкуп Куроса і одразу ж загинув від кинутого отруйного кинжала.
Море Сирен
Вакар зі злодійкуватим слугою Фуалом і перекладачем Сретом направились на схід в прибережне місто Амфере королівства Зіск, де сіли на невелике торгове судно для подорожі в найближчий до Торрутсеша порт.
Вакар підозрює Срета та команду в зраді і вирішує діяти на випередження.
Королева Порфія
Перебивши команду, Вакар та Фаул залишаються самі на судні і вчаться управляти ним. Вони заходять в найближчий порт Седерадо.
Вакар з дарами набраними з товарів судна направляється в палац королеви Порфії.
Слідом за ними прибуває велика чорна галера без вказаної приналежності і її капітан Квазіган знайомиться з Вакаром і вивідує його подальший маршрут. Серед слуг Квазігана, Йок — карликовий коранієць з величезними вухами та Нжі — гігантська мавпо-людина з Чорних земель.
Зміїний трон
Для обох капітанів Порфія влаштовує бенкет на якому сама, її коханець Т'єго, Вакар та Квазіган розважають гостей своїми виступами.
Музика Квазігана заставляє Вакара та Порфію сісти на змієподібний трон, який оживши намагається їх задушити.
Вакар вбиває змія збереженим отруєним кинжалом. Гості втікають, а Порфірія з Вакаром йдуть порадитись з придворною відьмою.
Там на них нападають троє невідомих в масках.
Чорна галера
Вакар вбиває одного і ранить другого, а третій втікає. Вбитим є Т'єго, а пораненим його друг Абеггу з держави Гамфазант. Вакар відпускає його, бо той діяв під примусом.
Вакар втікає на своєму кораблі від можливої помсти Порфії.
Їх переслідує і таранить чорна галера, але шторм допомагає відірватись і доплисти до континенту.
Сатир села Сендю
У пораненого Вакара лихоманка і Фуал притягує його в село. Він віддає товари корабля за лікування господаря, але місцевий бог нашіптує селянам вбити чужинців. Одна дитина показує йому свисток яким вона прикликає «хвостату жінку», це сатирка Тирафа, яка втекла від работорговців і спокушала місцевих чоловіків, але після того як село оголосило на неї полювання, показувалась тільки цій дитині, яка приносила їй їжу.
Вакар укладає угоду з Тирафою, за секс і оплату місця на кораблі додому, вона своєю магією укриває їх від переслідувачів.
Вони викрадають коней і направляються в найближчий до Торрутсеша порт, де прощаються з Тирафою.
Вежі Торрутсеша
В Торрутсеші, столиці Тартеської імперії, вони направляються до вежі Кертевана, головного чарівника імператора.
Тому прислуговують безголові слуги «іццунеги», подарунок Авоккаса, мага-короля Белему.
Кертеван знає історію Вакара, він розповідає, що Квазіган є жерцем горгонів, якому допомагає Ентігта.
Кертевана не цікавлять злитки металів чи прянощі для оплати, за допомогу він вимагає добути тіло його суперника Нічока, головного провидця імператора.
Загрожуючи тілу, він зможе підчинити конкурента.
Нічок легковажно купив у Кертевана таку ж вежу на протилежному краю міста, і тепер там перебуває його тіло, коли дух блукає ззовні.
Кертеван вказує їм потайний хід і застерігає, що тіло охороняється вартовим з іншого світу.
Смерть у вогні
Пробравшись через тісний лаз у вежі та до підвалу де перебуває тіло Нічока, Вакар був атакований великим розумним крабом. Але він зумів пробратись до нього на спину і осліпити його. Він зі слугою витягнув тіло і доніс до вежі Кертевана.
Кертеван повідомляє, що найбільше боги бояться «кільця Тритона» — перстня з невідомого сірого металу, яким зараз володіє король тритонців Ксименон в столиці на острові посеред озера Тритон країни Тритонії, що на південь від Тринакського моря.
Розчарований Вакар, який розраховував отримати цю річ від Кертевана, розлючує чарівника, який сповільнює рухи Вакара і викликає вогонь, щоб спопелити його. Але кинутий Фуалом перець дезорієнтовує чаклуна і вогонь спалює його самого та вежу.
Озеро Тритонія
За місяць Вакар з слугою добрались до Тритонії. Подорозі відвідавши королівство майстрів і торгівців Фаяксія, де в гостях у короля дізнались історію «кільця Тритона»: воно захищає від чарів, його викував тартарский коваль з впавшої зорі Тахах, яка зберігається у короля Белему.
А також історію Тритонії: там жили разом амазонки і тритони, коли на неї напали атланти і вбили багатьох чоловіків, то спричинили появу матріархату. Тритонам це не сподобалось і вони відокремились і почали війну проти амазонок. Тепер це окремі королівства зі столицями на островах озера Тритон: Херронекс та Мене.
Вони беруть в полон першого ж зустрітого вершника, це амазонка, і дізнаються шлях до столиці тритонів.
Кільце Тритона
Тритони відвозять їх до столиці на острові Мене по озеру повному крокодилів.
Там їх примусово записують до тритонського війська і тримають під охороною.
Вакару доводиться відбиватись від сексуального насильства з боку новобранців.
Після проходження курсу військової підготовки йому дозволяють зустрітись з королем.
Вакар обіцяє йому примирення з амазонками, об'єднання в одне суспільство на взаємовигідних умовах, а також одруження з їх королевою Арамне. Він просить короля присягнути рогами бога плодючості Амона, що віддасть йому за роботу «кільце Тритона».
Сексуально невдоволені тритонці змушують короля погодитись на ці умови.
Роги Амона
Вакар особисто демонструє королеві Арамне переваги міжстатевих відносин і вона погоджується.
Він курсує між островами узгоджуючи документи миру і одруження.
Одразу після церемонії, яка відбулось на галері королеви, нове подружжя обманює його: «позичає» перстень і наказує стратити.
Щоб розлютити Ксименона, Вакар привселюдно розказує про інтим з Аремне, і король наказує відшмагати його батогом.
Вакару вдається вислизнути і разом з королем звалитись за борт.
Поки крокодили доїдали Ксименона, він допливає до галери тритонців і розповідає про підступне вбивство короля амазонками.
Галера тритонців топить галеру королеви.
Оскільки перстень втрачено, Вакар направляється в Белем, щоб здобути камінь Тахах.
Дракс і Ентігта наказують белемському богу смерті Іммуту попередити короля Авоккаса.
Вони починають підозрювати Пусадійських богів в допомозі Вакару.
Королівство безголових
У Белемі місцеві бідняки роблять на них засідку називаючи їх «улілюдьми».
Далі на них нападають військові загони безголових «іццунегів» очолюваних дворянами-«улілюдьми».
Втікши в гори і використовуючи нездатність «іццунегів» з їхнім єдиним оком в тулубі, дивитись вверх, вони скидають на них каменепад.
Наступного дня до них приїзжає парламентер. Вакар вдає чаклуна і називається вигаданим ім'ям, його запрошують до палацу короля.
Авоккас розказує йому своє бачення ідеального королівства: перетворювати всіх дорослих простолюдинів у «іццунегів».
Король підсилає Вакару танцівницю Реццару, яка вказує йому схованку Тахаха.
За задумом, від доторку до каменя Вакар мав би втратити чаклунську силу і бути схопленим у сітку.
Однак Вакар розпізнає у Реццарі «іццунега» і каменем вбиває Авоккаса.
Всі «іццунеги» починають розкладатись, а бідняки влаштовують самосуди «улілюдям».
Голі пуритани
Вакар зі слугою направляються в Тартар.
В державі Гамфазант іх арештовують пуритани. Їх судять за те що вони чужеземці, носять одяг та зброю.
Вакар вирішує обміняти цінні відомості на свободу і повідомляє, що сюди направляється армія гведулійців.
Місцеві заявляють, що це їх не хвилює, бо вони ще й пацифісти.
В сусідній камері в'язниці вони знаходять Нжі.
Їх навідує Абеггу і розповідає як Квазіган зі слугами йшов по їхніх слідах.
Як Йок загинув в полоні амазонок від сексуальної експлуатації, а Нжі був взятий в полон тут і визнаний звіром, тому використовується для вбивства засуджених.
Арена Токалета
Абеггу прикопує для них мечі на арені, однак Фуал вирішує втікати і гине. Вакар вбиває Нжі і його повертають до в'язниці.
Під час нападу гведулійців він викрадає верблюда і направляється на південь.
Чаклун з Ґбу
Подорозі він звільняє негрів від работоргівців і вони проводять його в Тартар. Він відшукує чарівника-коваля Фекато в місті Гбу.
Фекато, який викував перстень для Ксименона, погоджується викувати для Вакара тільки одну річ, за умови що Тахах належатиме йому.
Вакар обирає меч.
Захват восьминога
Вакар направляється зворотнім шляхом, дізнається про відплив горгонського флоту на північ і намагається його обігнати.
В сусідньому з Горгонією порту Керне він сідає на корабель до Амфере, однак їх перехоплює горгонський флот.
Вакара паралізує голос їхньої двоногої ящірки «медузи».
Квазіган впізнає його і король Целууд вирішує негайного його стратити його ж мечем.
Дотик меча знімає з нього магічний параліч і він втікає на берег.
Флот Горгонії відпливає, бо його переслідують об'єднані флоти Гесперид.
Філософія Седерадо
Флот не направляється до Лорска, тому Вакар в Седерадо наймається в армію Огуджії.
Порфія впізнає його і пропонує одружитись.
Вакар погоджується. Вони планують правити обидвома королівствами живучи в Седерадо, бо це відомий центр освіти.
Вакар дізнається історію «медуз». Вони є корінним розумним видом їхніх островів, які наловили горгонців і використовували їх як рабів, допоки не навчили їх чаклувати. Тоді раби і господарі помінялись місцями.
А також легенду про злодія Куміо, який теж знайшов впавшу зірку, дотиком якої знімав всі чари.
Боги побачили в ньому загрозу і затопили весь острів де він жив.
До Вакара прибуває Рін і повідомляє, що флот горгон обігнув материк і планує напад із заходу.
Затока Корт
Вакар повертається в Лорск, але його брат вже повів армію до затоки Корт зустріти горгонців.
В битві лорски почали відступати перед магією «медуз», а принц Курос втік до столиці.
Вакар виловлює і вбиває нечисленних «медуз» і знімає дотиком чари з паралізованих.
Він організовує наступ з тилу і перемагає.
Повернувшись до столиці, він виявляє, що брат захопив владу.
Рін утримує його від війни з братом, щоб не гинули жителі Лорска.
Вакар повертається в Седерадо.
Боги Заходу не ввічливо пояснюють Драксу та Ентігті їх прорахунки в боротьбі з зоряним металом.